# Municipio de Logan (condado de Ida)
El municipio de Logan (en inglés: Logan Township) es un municipio ubicado en el condado de Ida en el estado estadounidense de Iowa. En el año 2010 tenía una población de 193 habitantes y una densidad poblacional de 2,02 personas por km².

## Geografía
El municipio de Logan se encuentra ubicado en las coordenadas 42°25′47″N 95°29′49″O / 42.42972, -95.49694. Según la Oficina del Censo de los Estados Unidos, el municipio tiene una superficie total de 95.66 km², de la cual 95,66 km² corresponden a tierra firme y (0 %) 0 km² es agua.

## Demografía
Según el censo de 2010, había 193 personas residiendo en el municipio de Logan. La densidad de población era de 2,02 hab./km². De los 193 habitantes, el municipio de Logan estaba compuesto por el 96,37 % blancos, el 0,52 % eran amerindios, el 1,04 % eran asiáticos, el 0,52 % eran de otras razas y el 1,55 % eran de una mezcla de razas. Del total de la población el 0,52 % eran hispanos o latinos de cualquier raza.